# تور آرنه
تور آرنه (بالفنلندية: Tor Arne)‏ هو رسام فنلندي، ولد في 1934.